# Тисаашвань
Тисаашвань (угор. Tiszaásvány, словац. Ašvaň) — село в Україні, в Ужгородському районі Закарпатської області, центр сільської ради. Населення становить 852 особи (станом на 2001 рік). Село розташоване на півдні Ужгородського району, за 16,8 кілометра від районного центру.

## Назва
Колишня назва населеного пункту — село «Мінеральне».

## Географія
Село Тисаашвань лежить за 16,8 км на південь від районного центру, фізична відстань до Києва — 620,8 км. Через село проходить автомобільний шлях міжнародного значення М25.[джерело?]

## Герб
У щиті, розтятому і перетятому червоним і лазуровим, вузька срібна хвилеподібна балка. У першій частині срібна перекинута риба у стовп. У другій частині дві зелені яблуневі гілки з таким самим листям і червоними плодами. У третій частині на зеленій землі золотий пень з вирваним корінням і двома пророслими зеленими дубовими гілками з таким же листям і золотими жолудями. У четвертій частині золотий сніп пшениці.

## Історія
Існує також легенда про походження села:
Нібито угорський король одного разу подорожував тут і кричав на візника: Csapj közé, fiam, Salamon, mert ittragadunk ebbe az ásványba!" Ну і ця королівська приказка дала назву трьом селам. Це села Чоп, Соломоново і Ашвань.
До 1282 р. члени сім'ї Гуткелед були власниками місцевості, коли маєток нащадка потрапив у руки родини Bacskay. У 1286 році Андраш Бацький передав село Тамасу Бочкай. У 1329 році він перейшов у власність родини Есені. У 15 столітті він належав до території комітату Саболч.
У 1413 р. село мало назву Aswan, у 1446 р. Azzonau. У 16 столітті він належав родині Сюрте. У 1555 р. тут був дворянський маєток, але згорів, тому в 1567 році його немає серед приміщень для оподаткування. Пізніше її знищили імперські війська, а потім татари. Він складався з 4 будинків у 1599 році, коли він був власністю Іштвана Бочкаї, після чиєї невірності він перейшов до королівської скарбниці. У 1675 році імператор Леопольд I подарував його Шандору Вечею та його братові.
У 1992 році громада села встановила пам’ятник місцевим жертвам сталінізму та Другої світової війни.

## Політика

### Парламентські вибори, 2019
На позачергових парламентських виборах 2019 року у селі функціонувала окрема виборча дільниця № 210596, розташована у приміщенні будинку культури.
Результати
- зареєстровано 622 виборці, явка 39,87%, найбільше голосів віддано за «Слугу народу» — 39,74%, за «Опозиційний блок» — 10,48%, за «Опозиційну платформу — За життя» — 9,61%.[7] В одномандатному окрузі найбільше голосів отримав Йосип Борто (самовисування) — 61,57%, за Михайла Фединця (Єдиний центр) — 17,77%, за Андрія Андріїва (самовисування) — 8,26%[8].

## Населення
Станом на 1989 рік у селі проживали 864 особи, серед них — 423 чоловіки і 441 жінка.
За даними перепису населення 2001 року у селі проживало 852 особи. Рідною мовою назвали:
| Мова       | Кількість осіб | Відсоток |
| ---------- | -------------- | -------- |
| угорська   | 815            | 95,66%   |
| українська | 30             | 3,52%    |
| російська  | 3              | 0,35%    |
| молдовська | 3              | 0,35%    |
| інші       | 1              | 0,12%    |

## Релігія
1720 р. жителі перейшли у реформаторство разом із власником бароном Болшаком.
Дерев’яну церкву та дзвіницю, збудовану в 1796 році, перевезли до Кошиць 1927 року як пам’ятку. Нинішня реформатська будівля була побудована між 1937-1943 роками.

## Туристичні місця
- реформатська будівля була побудована між 1937-1943 роками
- канали
- озера